# Vrhnika pri Ložu
Vrhnika pri Ložu este o localitate din comuna Loška dolina, Slovenia, cu o populație de 149 de locuitori.